# FT8

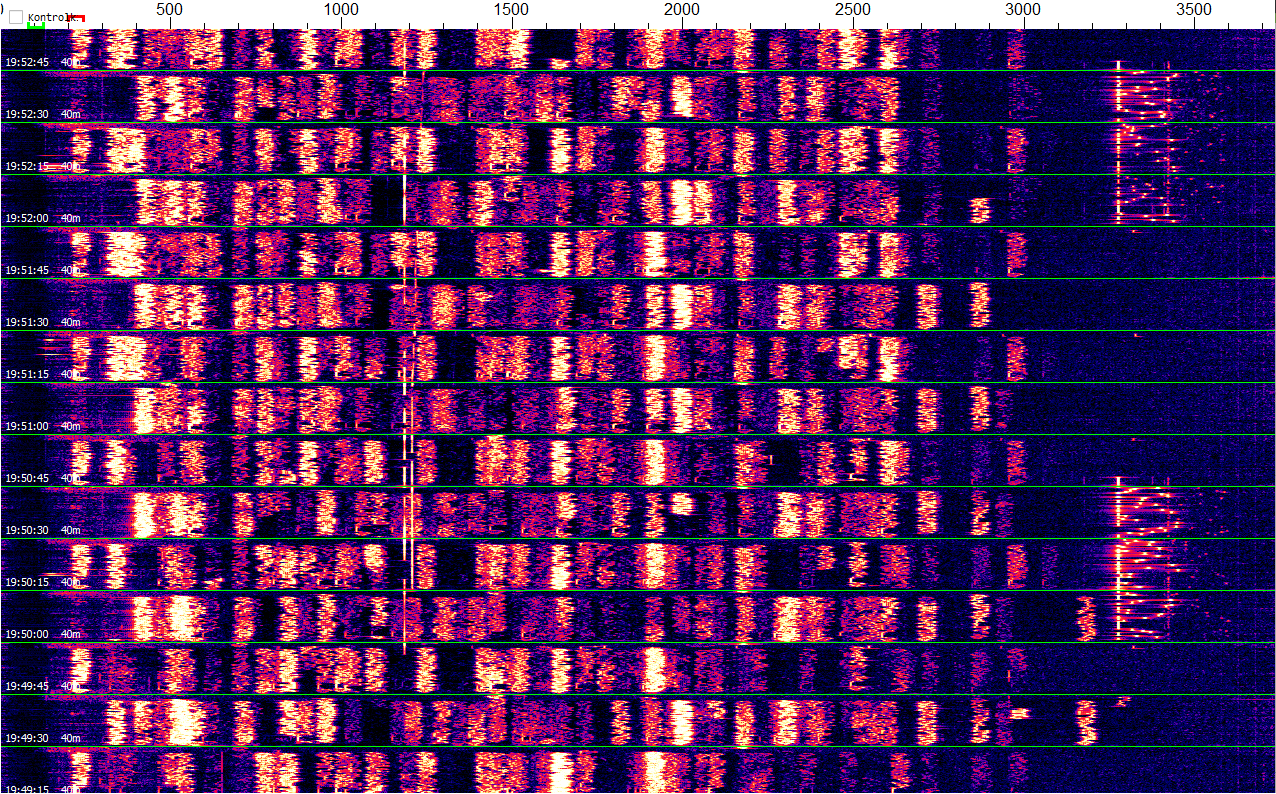
40米波段的FT8瀑布图

FT8（由Franke-Taylor设计，8-FSK调制的缩写）是一种频移键控数字模式，被全球的业余无线电爱好者广泛使用。2017年6月29日，约瑟夫·泰勒（呼号K1JT）和Steve Franke（呼号K9AN）在WSJT-X发布FT8包后，这种数字模式被广泛使用，并在两年内成为自动监听网络（如PSK Reporter）最受欢迎的数字模式。

## 介绍
FT8是一种数字弱信号通信模式，主要由业余无线电爱好者用于在业余无线电频段上使用，且集中在HF业余频段。该模式允许操作员在不利条件下进行通信，例如太阳活动低、背景噪声高或发射功率低等。随着信号处理技术的进步，软件可以在2500 Hz带宽内以低至−20 dB的信噪比解码FT8信号，这远低于CW或SSB的最低解码信噪比。

## 数据包结构
FT8使用77比特的消息块，每15秒传输一次，其中12.64秒为传输时间，2.36秒为解码时间，大约为6.09比特/秒的数字数据速率。源编码使得有效消息传输量相当于每分钟约5个单词。FT8所需的信噪比在2500 Hz带宽下为−21 dB，对应的{\displaystyle E_{b}/N_{0}}比信噪比大{\displaystyle 10\log _{10}(2500/6.09)=26.1{\text{dB}}}，即{\displaystyle -21{\text{dB}}+26.1{\text{dB}}=5.1{\text{dB}}}。尽管FT8在固定的时间窗口内发射与接收，但软件允许一到两秒的时间差。只要手动定期将其校准到正确时间，一般的计算机实时时钟通常就足够了。常用的校准时间的方法有通过WWVH及其他时间标准广播、在线时间服务器NTP及GPS校时。FT8中包含的纠错码有助于在衰落和干扰以及由于边缘传播路径、低功率操作或使用效率较低的天线等情况下实现可靠通信。如果消息被遗漏或未被确认，软件可以在下一个时间窗口重新发送。FT8在一个周期内的77位数据足以发送最多13个字符的自由文本消息，类似于短信或推文，且其使用了一种巧妙的数据压缩协议以减少呼号及梅登黑德网格所必须占用的数据位数。尽管该协议使用哈希来传递简化的表示，过长或不常见的呼号仍然会带来问题。解码错误和哈希冲突偶尔会生成错误的呼号。

## 应用

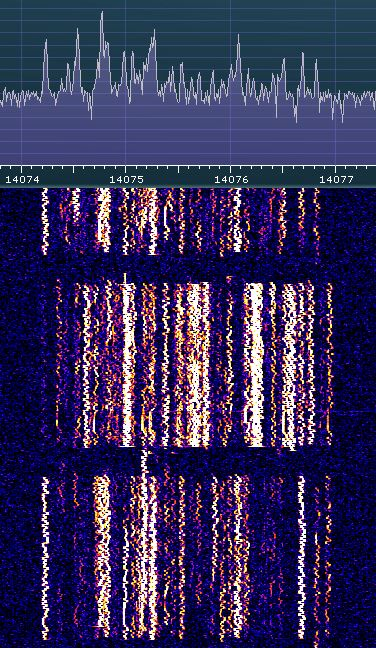
20米波段的FT8区域，中心频点为14.074MHz

FT8有多种用途，包括业余无线电竞赛、测试天线或传播情况和科学研究。